# Staurostichus maturinus
Staurostichus maturinus är en tvåvingeart som först beskrevs av Walker 1849.  Staurostichus maturinus ingår i släktet Staurostichus och familjen svävflugor. Inga underarter finns listade i Catalogue of Life.